# ديف سولومون
ديف سولومون (بالإنجليزية: Dave Solomon)‏ هو كاتب حول الرياضة وصحفي أمريكي، ولد في 1952 في نيويورك في الولايات المتحدة، وتوفي في 6 أغسطس 2011.